# 合和 (地名)
合和，古稱為角婆，臺語口音上稱為蛤婆，是台灣雲林縣元長鄉的一個傳統地域名稱，位於該鄉西北部。相較於今日行政區，其範圍大致包括合和村不含最南端、山內村南部西側凸出部分、長南村北部凸出部分的西半部。

## 歷史
台灣清治末期至日治初期，合和地區為一（舊制）街庄，稱為「合和庄」，隸屬於白沙墩堡。該庄北隔舊虎尾溪與月眉庄為界，東北及東與山仔內庄為鄰，南邊為元長庄、潭內庄，西邊為五塊藔庄。
1901年（日治明治三十四年）11月，全台廢縣廳改設二十廳，該庄隸屬於斗六廳。1903年（明治三十六年）6月，該庄編入「元長區」，隸屬於斗六廳。1909年（明治四十二年）10月，合併二十廳為十二廳，元長區改隸屬於嘉義廳。1920年（大正九年），全台地方制度大改正，廢十二廳改設五州二廳，該庄改制為「合和」大字，隸屬於臺南州北港郡（新制）元長庄。
戰後元長庄改制為元長鄉，隸屬於臺南縣，大字亦改制為村。1950年10月，雲、嘉、南分治，元長鄉改隸屬雲林縣。

## 聚落
本地區發展較早的聚落有合和、元長藔、三房藔等，在日治期初期的官方地圖上已有記載。此外，本地區尚有山川寮聚落。

## 交通
省道台19線又稱「中央公路」，是彰化至台南永康的幹道，大致以東北微北—西南微南走向轉北向南經過本地區東部邊界外不遠處。由該道路向東北微北經省道台78線（東西向快速公路－台西古坑線）元長交流道後可前往襃忠鄉、崙背鄉、二崙鄉西北部、竹塘鄉等地；向南可前往元長鄉市區、北港鎮、六腳鄉、朴子市等地。
縣道160號是四湖鄉三條崙至土庫鎮無底潭的道路，大致以西北西—東南東走向經過本地區南部邊界地帶。由該道路向西北西轉西南可前往四湖鄉並止於三條崙；向東南東可前往元長鄉市區、土庫鎮西南部糞箕湖地區的無底潭並止於縣道145號路口。
鄉道雲100線是潭東至土庫的道路，大致以縱向經過本地區的合和主聚落、二房寮聚落及三房寮聚落，並與縣道160號交會於本地區南部邊界地帶（合和聚落南側）。由該道路向南南西可前往元長地區西端、潭內地區，並止於該地區瓦磘（潭東）聚落的鄉道雲166線路口；向東北可前往山子內地區中部的葱仔寮聚落、子茂地區北端的三坎店聚落、埤腳、新興北部、土庫，並止於土庫圓環，也就是縣道145甲線起點路口暨鄉道雲173線起點路口。
鄉道雲100-2線是山川寮至合和的道路，其北側端點（起點）位於山川寮聚落西北側。由此向南南西出聚落後轉東南東再轉南，可前往合和聚落並止於縣道160號路口。